# Ehsan Hajsafi
Ehsan Hajsafi (en persa: احسان حاج‌صفی‎; Kashan, Isfahán, 25 de febrero de 1990) es un futbolista iraní que juega como defensa para el Sepahan F. C. de la Iran Pro League.

## Trayectoria
En el año 2000, Ehsan Hajsafi comenzó a jugar en el equipo juvenil del Zob Ahan FC, y en 2006 fichó por el Sepahan Sport Club. El entrenador del club, Luka Bonačić, vio su potencial mientras jugaba en el equipo juvenil y solicitó su transferencia.
Desde 2007, Hajsafi jugó en el equipo principal del Sepahan Sport Club. En la temporada 2006-07 disputó ocho partidos en la primera división iraní, y en la temporada 2007-08 jugó 32 partidos, anotando seis goles. Además, fue titular en los dos partidos del Sepahan FC durante la Copa Mundial de Clubes de la FIFA 2007.
Durante cuatro temporadas, Hajsafi destacó en el Sepahan Sport Club, ganando la Irán Pro League en las temporadas 2009-10 y 2010-11. En el verano de 2011, fue cedido al Tractor Sazi. En la temporada 2011-12, el Tractor Sazi ocupó el segundo puesto en la Irán Pro League, su mejor resultado histórico. Repitió este logro en la siguiente temporada, aunque Hajsafi regresó al Sepahan Sport Club a mitad de la temporada.
En la temporada 2012-2013, Hajsafi ganó la Copa Hazfi con el Sepahan Sport Club y renovó su contrato por dos años más. En agosto de 2014, el club inglés Fulham mostró interés en adquirirlo, pero el traspaso no se concretó. Hajsafi permaneció una temporada más en Sepahan FC, ganando su tercer campeonato nacional.
El 30 de agosto de 2015, Hajsafi se unió al FSV Frankfurt de la 2. Bundesliga, firmando un contrato por dos años. En la temporada 2015-2016, Hajsafi disputó 28 partidos y anotó dos goles con Frankfurt, pero su club descendió a la 3. Liga al final de la temporada, lo que llevó a la cancelación de su contrato. En julio de 2016, regresó a Sepahan Sport Club tras firmar contrato por un año.
En junio de 2017, Hajsafi firmó con el club griego Panionios, con el cual había negociado un año antes, pero el traspaso se frustró por problemas económicos del club. En julio, hizo su debut europeo jugando tres partidos en la UEFA Europa League. Durante la primera mitad del Campeonato de Grecia, disputó 14 partidos y marcó un gol. El 2 de enero de 2018, se unió al Olympiakos desde El Pireo por 600 mil euros, con un contrato personal de tres años y medio. Sin embargo, jugó solo siete partidos y marcó un gol en seis meses con el Olympiakos.
El 2 de septiembre de 2018, Hajsafi regresó a Irán luego de firmar un contrato por tres años con el Tractor Sazi FC, equipo para el cual había jugado en 2011-2012.
El 14 de marzo de 2021, fichó nuevamente por su antiguo club, el Sepahan Sport Club, donde jugó 13 partidos y anotó un gol antes de su salida.
El 22 de julio de 2021, Hajsafi se unió al AEK Atenas de la Superliga de Grecia, donde se ha establecido como titular hasta la fecha.

## Selección nacional
Ha participado internacionalmente con la selección de fútbol de Irán en 142 ocasiones y ha anotado 7 goles.
Fue titular de la selección de Irán en la Copa Mundial de Fútbol de 2014, disputando los tres partidos de su selección, la cual quedó eliminada en primera fase.
Fue lateral izquierdo titular y capitán de la selección iraní en la Copa Mundial de 2018. Disputó los tres partidos de su selección que volvió a quedar eliminada en primera fase a pesar de cumplir con buenas actuaciones.

### Participaciones en Copas del Mundo
| Mundial                        | Sede   | Resultado      | Partidos | Goles |
| ------------------------------ | ------ | -------------- | -------- | ----- |
| Copa Mundial de Fútbol de 2014 | Brasil | Fase de grupos | 3        | 0     |
| Copa Mundial de Fútbol de 2018 | Rusia  | Fase de grupos | 3        | 0     |
| Copa Mundial de Fútbol de 2022 | Catar  | Fase de grupos | 3        | 0     |

### Participaciones en Copas Asiáticas
| Copa                                | Sede           | Resultado        | Partidos | Goles |
| ----------------------------------- | -------------- | ---------------- | -------- | ----- |
| Campeonato Sub-17 de la AFC de 2006 | Singapur       | Cuartos de final | ?        | 0     |
| Campeonato Sub-19 de la AFC de 2008 | Arabia Saudita | Fase de grupos   | ?        | 2     |
| Copa Asiática 2011                  | Catar          | Cuartos de final | 4        | 0     |
| Copa Asiática 2015                  | Australia      | Cuartos de final | 3        | 1     |
| Copa Asiática 2019                  | EAU            | Semifinales      | 4        | 0     |
| Copa Asiática 2023                  | Catar          | Semifinales      | 5        | 0     |

### Goles internacionales
| # | Fecha                   | Sede                                                   | Oponente          | Gol | Resultado | Competición                                                 |
| - | ----------------------- | ------------------------------------------------------ | ----------------- | --- | --------- | ----------------------------------------------------------- |
| 1 | 11 de agosto de 2008    | Estadio Takhti, Teherán, Irán                          | Catar             | 4–1 | 6–1       | Campeonato de la WAFF 2008                                  |
| 2 | 28 de diciembre de 2009 | Estadio Suheim bin Hamad, Doha, Catar                  | Catar             | 2–2 | 2–3       | Torneo Internacional de la Amistad de Catar 2009            |
| 3 | 8 de junio de 2014      | CT Joaquim Grava, São Paulo, Brasil                    | Trinidad y Tobago | 1–0 | 2–0       | Amistoso                                                    |
| 4 | 11 de enero de 2015     | Estadio Rectangular de Melbourne, Melbourne, Australia | Baréin            | 1–0 | 2–0       | Copa Asiática 2015                                          |
| 5 | 24 de marzo de 2016     | Estadio Azadi, Teherán, Irán                           | India             | 1–0 | 4–0       | Clasificación de AFC para la Copa Mundial de Fútbol de 2018 |
| 6 | 24 de marzo de 2016     | Estadio Azadi, Teherán, Irán                           | India             | 3–0 | 4–0       | Clasificación de AFC para la Copa Mundial de Fútbol de 2018 |
| 7 | 16 de noviembre de 2021 | Estadio Rey Abdullah II, Amán, Jordania                | Siria             | 2–0 | 3–0       | Clasificación para la Copa Mundial de 2022                  |

## Clubes
| Club                        | País     | Año       |
| --------------------------- | -------- | --------- |
| Sepahan F. C.               | Irán     | 2006-2015 |
| Tractor Sazi F. C. (cedido) | Irán     | 2011-2012 |
| FSV Fráncfort               | Alemania | 2015-2016 |
| Sepahan F. C.               | Irán     | 2016-2017 |
| Panionios de Atenas         | Grecia   | 2017      |
| Olympiacos de El Pireo      | Grecia   | 2018      |
| Tractor Sazi F. C.          | Irán     | 2018-2021 |
| Sepahan F. C.               | Irán     | 2021      |
| AEK Atenas F. C.            | Grecia   | 2021-2025 |
| Sepahan F. C.               | Irán     | 2025-     |

## Palmarés

### Campeonatos nacionales
| Título              | Club               | País   | Año  |
| ------------------- | ------------------ | ------ | ---- |
| Copa Hazfi          | Sepahan F. C.      | Irán   | 2006 |
| Copa Hazfi          | Sepahan F. C.      | Irán   | 2007 |
| Iran Pro League     | Sepahan F. C.      | Irán   | 2010 |
| Iran Pro League     | Sepahan F. C.      | Irán   | 2011 |
| Copa Hazfi          | Sepahan F. C.      | Irán   | 2013 |
| Iran Pro League     | Sepahan F. C.      | Irán   | 2015 |
| Copa Hazfi          | Tractor Sazi F. C. | Irán   | 2020 |
| Superliga de Grecia | AEK Atenas F. C.   | Grecia | 2023 |
| Copa de Grecia      | AEK Atenas F. C.   | Grecia | 2023 |

### Copas internacionales
| Título                | Selección | Sede                    | Año  |
| --------------------- | --------- | ----------------------- | ---- |
| Campeonato de la WAFF | Irán      | Teherán                 | 2008 |
| Copa de Naciones CAFA | Irán      | Kirguistán · Uzbekistán | 2023 |

### Distinciones individuales
| Distinción                                     | Año  |
| ---------------------------------------------- | ---- |
| Mejor jugador joven de la Iran Pro League      | 2008 |
| Máximo asistente de la Iran Pro League         | 2010 |
| Defensor del año en la Iran Pro League         | 2010 |
| Máximo asistente de la Iran Pro League         | 2012 |
| Defensor del año en la Iran Pro League         | 2012 |
| Parte del equipo del año de la Iran Pro League | 2012 |
| Máximo asistente de la Iran Pro League         | 2017 |
| Parte del equipo del año de la Iran Pro League | 2017 |